# Jean Piaget
Jean William Fritz Piaget (Neuchâtel, 9 de agosto de 1896 — Genebra, 16 de setembro de 1980) foi um biólogo, psicólogo e epistemólogo suíço, considerado um dos mais importantes pensadores do século XX. Defendeu uma abordagem interdisciplinar para a investigação epistemológica e fundou a Epistemologia Genética, teoria do conhecimento com base no estudo da gênese psicológica do pensamento humano.
Estudou inicialmente biologia na Universidade de Neuchâtel onde concluiu o seu doutorado e, posteriormente, se dedicou à área de Psicologia, Epistemologia e Educação. Foi professor de psicologia na Universidade de Genebra de 1929 a 1954, e tornou-se mundialmente reconhecido pela sua revolução epistemológica. Durante sua vida Piaget escreveu mais de cinquenta livros e diversas centenas de artigos.
Piaget também teve um considerável impacto no campo da ciência da computação. Seymour Papert usou o trabalho de Piaget como fundamentação ao desenvolver a linguagem de programação Logo. Alan Kay usou as teorias de Piaget como base para o sistema conceitual de programação Dynabook, que foi inicialmente discutido em Xerox PARC. Estas discussões levaram ao desenvolvimento do protótipo Alto, que explorou pela primeira vez os elementos do GUI, ou Interface Gráfica do Usuário, e influenciou a criação de interfaces de usuário a partir dos anos 1980.
Em 1919, viaja para Paris, onde estuda na Sorbonne e faz estágios no Hospital da Salpetrière de no Hospital Sainte-Anne. Durante sua estadia em Paris, Piaget conhece Théodore Simon, que o convida a padronizar um dos testes de inteligência de Cyril Burt, desenvolvidos na Inglaterra, experiência que lhe permitiu delimitar um campo de estudos empíricos: o pensamento infantil e o raciocínio lógico.
Em 1921 é convidado por Édouard Claparède para trabalhar no Instituto Jean-Jacques Rousseau, em Genebra. O nascimento dos seus três filhos, entre 1925 e 1931, amplia seu convívio diário com a "criança pequena" e possibilita o registro de observações que geram novas hipóteses sobre as origens da cognição humana.

## Vida e obra
Filho de Artur Piaget, professor doutor de língua e literatura medievais, e de Rebecca Suzane, uma das primeiras socialistas suíças, Piaget vive sua infância e adolescência em Neuchâtel onde, aos onze anos de idade (1907), publica o primeiro relato sobre um pardal albino. Nesse mesmo ano, torna-se auxiliar de Paul Godet, especialista em malacologia e diretor do Museu de História Natural da cidade. Aos catorze anos, o jovem Piaget ingressa no "Clube dos Amigos da Natureza e em 1911 escreve os primeiros artigos sobre "taxonomia malacológica" para revistas especializadas.
Influenciado por sua mãe, Piaget frequenta a Igreja Independente de Neuchâtel (protestante) no mesmo ano em que inicia a leitura da obra de Henri Bergson, que o influenciou de maneira duradoura, e é envolvido por leituras variadas de filosofia e psicologia. Assiste às aulas de lógica, metodologia científica e psicologia. Confuso, Piaget vive um momento que opõe religião e ciência e se vê impelido a escolher a fé ou o conhecimento.
Na filosofia de Bergson, busca um caminho possível para o conhecimento científico e a análise crítica da origem do conhecimento e descobre a epistemologia.
Em um contexto de guerra (1915), Piaget conclui os estudos secundários, ingressa na Faculdade de Ciências da Universidade de Neuchâtel e publica A Missão da Ideia. Filia-se à Federação Socialista Cristã, em 1917. Em 1918, obtém o bacharelado em ciências naturais para, em seguida, finalizar a sua tese: Introdução à Malacologia da Região do Valais.
Entre 1915 e 1917, problemas de saúde o obrigam a estadias em Leysin. Piaget retoma, então, o dilema entre ciência e fé e, em 1918, escreve o romance filosófico e autobiográfico: Recherche — (expressão que em francês tem um duplo sentido: "busca" e "pesquisa").
Nesse período, Piaget busca uma formação em psicologia e vai para Zurique. Lá, conhece Eugène Bleuler, então diretor em uma clínica psiquiátrica, e seu assistente Carl Gustav Jung. A perspectiva psicanalítica não o entusiasma e, em 1919, retoma seus estudos em malacologia e viaja para Paris. Na Sorbonne, conhece grandes nomes da psicologia e psicopatologia como Pierre Janet e Léon Brunschvicg. A estadia em Paris (1919–1921) se revela importante especialmente pelo encontro com Théodore Simon, que lhe possibilita investigar o pensamento infantil, e descobre na criança pequena uma forma própria de raciocínio. Estas pesquisas resultam na publicação de três artigos. Suas primeiras pesquisas em psicologia, como coordenador do Instituto Jean-Jacques Rousseau, resultam em um ciclo de cinco publicações: A linguagem e o pensamento na criança (1923); O raciocínio da criança (1924); A representação do mundo na criança (1926); A causalidade física na criança (1927); e O julgamento moral na criança (1931). Esta fase, sobretudo por apresentar a criança como sujeito da razão, "ainda que de uma razão própria", desperta interesse de estudiosos e Piaget é convidado para expor suas ideias em universidades europeias e norte-americanas. Logo a seguir, Piaget participa de um Congresso Internacional de Psicanálise, em Berlim, com um trabalho sobre "o pensamento simbólico infantil". Com o livro A linguagem e o pensamento na criança Piaget apresenta um quadro do processo de aprendizado infantil. Qualificada como uma “coletânea de estudos preliminares”, tornou-se o início de uma obra influente sobre o desenvolvimento humano.
Além de suas pesquisas, Piaget mantém atividades como professor e assume as cadeiras de "Filosofia da Ciência, de Psicologia e de Sociologia" na Universidade de Neuchâtel. Em 1929, assume também a cadeira de "História do Pensamento Científico", e continua ensinando "Psicologia da Criança" no Instituto Jean-Jacques Rousseau. É também nesse ano que Piaget assume a direção do Bureau International de L'Education, vinculado à Unesco. A década de 1920 é representativa, também, na vida pessoal de Piaget. Em 1924, casa-se com Valentine Châtenay, com quem tem três filhos: Jacqueline (1925), Lucienne (1927) e Laurent (1931).

## A teoria dos estágios de desenvolvimento (1940 a 1945)
Através da minuciosa observação dos seus filhos e principalmente de outras crianças, Piaget impulsionou a Teoria Cognitiva, onde propõe a existência de quatro estágios de desenvolvimento cognitivo no ser humano: os estágios:
inteligência sensório-motora: inteligência prática, manifesta em ações. Esquemas de ação, ”conceitos” sensório-motores, início da construção das categorias de objeto, espaço, tempo e causalidade. Da indiferenciação eu-mundo exterior ao reconhecimento de objeto, espaço, tempo, causalidade.
Pré-operatória: Pensamento indutivo, presença do animismo e do artificialismo no raciocínio, egocentrismo. Indiferenciação entre o ponto de vista próprio e o dos outros, rigidez e irreversibilidade do pensamento. Interesse como prolongamento da necessidade, sentimentos de respeito(afeição +temor) pelos mais velhos, obediência, moral heteronôma.
Operatório concreto: Passagem intuição á lógica do concreto, início da descentração. Aquisição da capacidade de perceber a reversibilidade das operações, explicações causais, noções de permanência de substância, peso e volume. Sentimentos de respeito mútuo e de justiça (distributiva e retributiva), moral da cooperação(correlata á lógica da reversibilidade ), aparecimento da vontade como regulação da ação.
Operatório formal ou abstrato: Acesso á lógica operatória abstrata, descentração se completa. Pensamento proposicional e hipotético-dedutivo, esquemas formais de lógica combinatória e de proporções. Construção da autonomia.
Piaget influenciou a educação de maneira profunda. Para ele, as crianças só podiam aprender aquilo para qual estavam preparadas a assimilar. Aos professores, caberia aperfeiçoar o processo de descoberta dos alunos.
Nessa fase, Piaget conclui suas pesquisas com Barbel Inhelder e Alina Szeminska e investiga a gênese psicológica das "estruturas do pensamento" nas diversas áreas do conhecimento científico, diferentemente do estudo do pensamento infantil — a partir de sua expressão verbal — nos anos 1920. Agora, as entrevistas propõem problemas concretos e envolvem a possibilidade de a criança agir sobre os objetos, manipulando brinquedos, massinha de modelar, líquidos, flores.
Esses estudos abrangem temas diversos e resultam, cada qual, em uma publicação: O desenvolvimento das quantidades físicas (1941) — estuda os "invariantes físicos": massa, peso, volume; A gênese do número (1941); A noção de tempo na criança (1946); A geometria espontânea na criança (1948); A representação do espaço na criança (1948); e, entre tantos, destaca-se no período A gênese das estruturas lógicas elementares (1959) — que focaliza classificação e seriação, e Da lógica da criança à lógica do adolescente (1955) — que trata das "operações formais". O experimento com as crianças e os vários temas abordados são definidos a partir de uma discussão epistemológica em torno de cada uma das noções científicas estudadas. Nesse processo, as diferenças individuais entre uma criança e outra não são destacadas, mas sim o processo de desenvolvimento das "estruturas operatórias" que caracterizam o pensamento científico. Convicto de que o desenvolvimento intelectual dá-se em estágios determinados, Piaget aborda em seus livros temas como as “estruturas operatórias” e demonstra o "sujeito epistêmico" como sendo o conjunto de características comuns a todas as crianças de um mesmo estágio de desenvolvimento.
Piaget continua atuando como professor de Psicologia experimental e Sociologia na
Universidade de Lausanne (1938–1951) e na Universidade de Genebra (Psicologia Experimental), quando sucede Edouard Clapèrede (1940). Durante a Segunda guerra mundial (1942), ministrou no Collège de France conferências que foram depois reunidas na publicação “A psicologia da inteligência” (1947).
Em 1950, pública sua primeira síntese epistemológica — “Introdução à Epistemologia Genética” em três volumes: O pensamento matemático (volume I), O pensamento físico (volume II), e O pensamento biológico, psicológico e sociológico (volume III). Na mesma década, a partir da criação do Centro Internacional de Epistemologia Genética (CIEG) em 1955, intensifica o estudo e a investigação interdisciplinar, com a colaboração de pesquisadores de diversas áreas do conhecimento (lógica, física, matemática, psicologia, biologia, sociologia, epistemologia) e promove discussões acerca dos diversos pontos de vista e pesquisas com crianças. O resultado desse esforço é reunido nos Estudos de Epistemologia Genética, publicados anualmente entre 1955 e 1980.

## Educação: uma nova filosofia
Na educação, enquanto pedagogista, Piaget utiliza sua “teoria dos “estágios” para contrapor o ensino tradicional, autoritário, herdado do século XIX. A Escola Nova critica, sobretudo no início do século XX, o ensino onde “o professor dita e o aluno copia e repete” – Paulo Freire chama-o de “educação bancária”. Na medida em que critica essa educação tradicional, Piaget é interpretado equivocadamente como um não "diretivista", um "espontaneísta": "Se o diretivismo entende que o professor ensina e o aluno aprende, o não diretivismo põe o ensino na berlinda e passa a pregar que a criança aprende por si mesma." A ideia piagetiana de interação não foi aceita nos moldes da escola tradicional.
A partir da trilogia: O nascimento da inteligência na criança; A construção do real na criança; A formação do símbolo na criança — Piaget relata seus estudos sobre o desenvolvimento cognitivo para demonstrar que "a capacidade cognitiva humana nasce e se desenvolve, não vem pronta". Dessa forma, marca oposição ao behaviorismo por um lado, e à Gestalt por outro, quando afirma que o conhecimento tem origem na interação "sujeito-objeto". A ideia piagetiana de capacidade cognitiva, então, propõe que o conhecimento não nasce no sujeito, nem no objeto, mas origina-se da interação "sujeito-objeto".

## Objeto de estudo de Piaget e principais contribuições
Piaget desenvolveu em suas pesquisas a teoria da construção do conhecimento, mais conhecida como Epistemologia genética, seu foco principal foi o sujeito Epistemológico o qual foi estudado pelo método clínico desenvolvido pelo próprio Piaget. A teoria explica como o conhecimento é adquirido e montado em nossa psiquê, desde a primeira infância até a maturescência humana. A obra deste estudioso é reconhecida em todo mundo, pois contribui para compreensão da formação e construção do intelecto.
Através desta teoria, diversas propostas de educação, diferenciadas para crianças em cada uma das fases, surgiram, todas com a pretensão de melhorar a educação através das características específicas de cada uma destas fases observadas, por Piaget, em seus estudos. Ao entender como acontece o processo de construção do conhecimento pode-se desenvolver métodos pedagógicos mais eficientes afim de aperfeiçoar ou substituir os sistemas de ensino já existentes. Como exemplo, um de seus alunos, Reuven Feuerstein, desenvolveu a Teoria da modificabilidade cognitiva estrutural. Esta afirma que a inteligência humana pode ser estimulada e que qualquer indivíduo, independente de idade e mesmo considerado inapto, pode adquirir a capacidade de aprender.

## Homenagens internacionais
Piaget mantém seus compromissos internacionais junto ao Gabinete Internacional de Educação. Em 1952, é convidado para ensinar na Sorbonne — ocasião em que trata, entre outros, do tema das relações entre inteligência e afetividade. Dois anos depois, assume a presidência da União Internacional de Psicologia Científica (1954–1957).
Em 1936, recebe o primeiro título de "doutor honoris causa" pela Universidade Harvard. A Sorbonne e a Universidade Federal do Rio de Janeiro — 1946 e 1949, respectivamente — lhe conferem o mesmo título, ato que se repete por mais de trinta universidades em todo o mundo.

## Publicações em português da obra de Jean Piaget
| 1. A Construção do Real na Criança. Trad. Álvaro Cabral. Rio de Janeiro: Zahar, 1970. 360 p. 2. A Epistemologia Genética e a Pesquisa Psicológica. Rio de Janeiro: Freitas Bastos, 1974. 3. A Epistemologia Genética. Trad. Nathanael C. Caixeira. Petrópolis: Vozes, 1971. 110p. 4. A Equilibração das Estruturas Cognitivas. Problema central do desenvolvimento. Trad. Álvaro Cabral. Rio de Janeiro: Zahar, 1976. 5. A Evolução Intelectual da Adolescência à Vida Adulta. Trad. Fernando Becker e Tania B.I. Marques. Porto Alegre: Faculdade de Educação, 1993. Traduzido de: Intellectual Evolution from Adolescence to Adulthood. Human Development, v. 15, p. 1-12, 1972. 6. A Formação do Símbolo na Criança. Imitação, jogo e sonho, imagem e representação. Trad. Alvaro Cabral. Rio de Janeiro: Zahar, 1971. 7. A Linguagem e o Pensamento na Criança. Trad. Manuel Campos. Rio de Janeiro: Fundo de Cultura, 1959. 307 p. 8. A Noção de Tempo na Criança. Rio de Janeiro: Distribuidora Record, (s.d.). 9. A Origem da Ideia do Acaso na Criança. Rio de Janeiro: Distribuidora Record, (s.d.). 10. A Práxis na Criança. In.: Piaget. Rio de Janeiro: Forense, 1972. 11. A Psicologia da Inteligência. Trad. Egléa de Alencar. Rio de Janeiro: Fundo de Cultura, 1958. 239 p. 12. A Representação do Mundo na Criança. Rio de Janeiro: Distribuidora Record, [s.d.]. 13. A Situação das Ciências do Homem no Sistema das Ciências. Trad. Isabel Cardigos dos Reis. Amadora: Bertrand, Vol. I, 1970. 146 p. 14. A Vida e o Pensamento do Ponto de Vista da Psicologia Experimental e da Epistemologia Genética. In.: Piaget. Rio de Janeiro: Forense Universitária, 1972. 15. Abstração Reflexionante: Relações lógico-aritméticas e ordem das relações espaciais. Trad. Fernando Becker e Petronilha G. da Silva, Porto Alegre: Artes Médicas, 1995. 16. Aprendizagem e Conhecimento. Rio de Janeiro: Freitas Bastos, 1979. 17. Biologia e Conhecimento. Trad. Francisco M. Guimarães. Petrópolis: Vozes, 1973. 423p. 18. Conversando com Jean Piaget. Rio de Janeiro: Difel, 1978. 19. Da Lógica da Criança à Lógica do Adolescente. São Paulo: Pioneira, 1976. 20. Ensaio de Lógica Operatória. São Paulo: Editora Globo/EDUSP, 1976. 21. Estudos Sociológicos. Rio de Janeiro: Forense, 1973. 22. Fazer e Compreender. Trad. Cristina L. de P. Leite. São Paulo: Melhoramentos; EDUSP, 1978. 186 p. 23. Gênese das Estruturas Lógicas Elementares. Trad. Álvaro Cabral. Rio de Janeiro: Zahar, 1970. 356 p. 24. Inconsciente Afetivo e Inconsciente Cognitivo. In.: Piaget. Rio de Janeiro: Forense, 1972. 25. O Estruturalismo. Trad. Moacir R. de Amorim. São Paulo: Difel, 1970. 119 p. 26. O Juízo Moral na Criança. São Paulo:Summus, 1994. 302 p. 27. O Julgamento Moral na Criança. São Paulo: Mestre Jou, 1977. 28. O Nascimento da Inteligência na Criança. Trad. Alvaro Cabral. Rio de Janeiro: Zahar, 1970. 387p. 29. O Possível e o Necessário. Evolução dos necessários na criança. Porto Alegre: Artes médicas, v. 2, 1986. 30. O Raciocínio na Criança. Trad. Valerie Rumjanek Chaves. Rio de Janeiro: Record, 1967. 241p. 31. O Trabalho por Equipes na Escola: bases psicológicas. Trad. Luiz G. Fleury. Revista de Educação. São Paulo: Diretoria do Ensino do Estado de São Paulo. vol. XV e XVI, 1936. p. 4-16. 32. Para Onde Vai a Educação? Trad. Ivete Braga. Rio de Janeiro: José Olympio, 1973. 89 p. 33. Psicologia e Epistemologia: Por uma teoria do conhecimento. Trad. Agnes Cretella. Rio de Janeiro: Forense Universitária, 1973. 158 p. 34. Psicologia e Pedagogia. Trad. Dirceu A. Lindoso; Rosa M.R. da Silva. Rio de Janeiro: Forense Universitária, 1970. 182 p. 35. Sabedoria e Ilusões da Filosofia. Trad. Zilda A. Daeir. São Paulo: Difusão Européia, 1969. 200 p. 36. Seis Estudos de Psicologia. Trad. Maria A.M. D'Amorim; Paulo S.L. Silva. Rio de Janeiro: Forense, 1967. 146 p. 37. Tratado de Psicologia Experimental: A inteligência. Trad. Alvaro Cabral. Rio de Janeiro: Forense, v. 7, 1969 | 1. A Psicologia da Criança. Trad. Octavio M. Cajado. São Paulo: Difel, 1968. 146 p. 2. Memória e Inteligência. Trad. Alexandre R. Salles. Rio de Janeiro: Artenova, [s.d.]; Brasília: Ed. Universidade de Brasília, 1979. 410 p. 3. O Desenvolvimento das Quantidades Físicas na Criança. Conservação e atomismo. Trad. Christiano M. Oiticica. Rio de Janeiro: Zahar. 1970. 359 p. 4. A Imagem Mental na Criança.Trad.António Couto Soares.Porto:Livraria Civilização-Editora.1977.525p. 1. Tratado de Psicologia Experimental: A percepção. Trad. Eliseu Lopes. Rio de Janeiro: Forense, v. 6, 1969. 2. Tratado de Psicologia Experimental: Aprendizagem e memória. Trad. Agnes Cretella. Rio de Janeiro: Forense, v. 4, 1969. 300 p. 3. Tratado de Psicologia Experimental: História e método. Trad. Agnes Cretella. Rio de Janeiro: Forense, v. 1, 1969. 188 p. 4. Tratado de Psicologia Experimental: Linguagem, comunicação e decisão. Rio de Janeiro: Forense, v. 8, 1969. 5. Tratado de Psicologia Experimental: Motivação, emoção e personalidade. Trad. Agnes Cretella. Rio de Janeiro: Florense, v. 5, 1969. 6. Tratado de Psicologia Experimental: Psicofisiologia do comportamento. Trad. Agnes Cretella. Rio de Janeiro: Forense, v. 3, 1969. 163 p. 7. Tratado de Psicologia Experimental: Psicologia social. Rio de Janeiro: Florense, v. 9, 1970. 8. Tratado de Psicologia Experimental: Sensação e motricidade. Trad. Agnes Cretella. Rio de Janeiro: Florense, v. 2, 1969. 158 p. 1. Psicogênese e História das Ciências. Trad. Giselle Unti. Petrópolis: Vozes, 2011, 376 p. - Com Louis Meylan e Pierre Bovet: 1. Edouard Claparède: A escola sob medida e estudos complementares sobre Claparède e sua doutrina. Trad. Maria Lúcia E. Silva. Rio de Janeiro: Fundo de Cultura, 1973. 246 p. - Com A. Szemninska: 1. A Gênese do Número na Criança. Trad. Christiano Monteiro Oiticia. Rio de Janeiro: Zahar, 1971. 331 p. - Com vários: 1. A Tomada da Consciência. Trad. Edson B. de Souza. São Paulo: Melhoramentos e EDUSP, 1977. 211 p. 2. Educar para o Futuro. Trad. Rui B. Dias. Rio de Janeiro: Fundação Getúlio Vargas, 1974. 110 p. 3. Problemas de Psicolingüística. Trad. Alvaro Cabral. São Paulo: Mestre Jou, 1973. 252p |